# استخروئية (دهسرد)
استخروئیة (بالفارسية: استخروئیه) هي قرية تقع في إيران في قسم دهسرد الريفي. يقدر عدد سكانها بـ 74 نسمة .